# .mz
Pour les articles homonymes, voir MZ.
.mz est le domaine de premier niveau national réservé au Mozambique, enregistré en 1992. Il est géré par l'université Eduardo Mondlane de Maputo.